# Craig Dawson
Craig Dawson (Rochdale, 6 de maio de 1990) é um futebolista inglês que atua como zagueiro. Atualmente joga no Wolverhampton.

## Carreira
Convocado por Stuart Pearce, Dawson fez parte do elenco da Seleção Britânica que disputou as Olimpíadas de 2012.